# Óscar Gilsanz
Óscar Manuel Gilsanz González (Betanzos, La Coruña, 4 de enero de 1973), más conocido como Óscar Gilsanz, es un entrenador de fútbol español. Actualmente está libre tras dejar el Real Club Deportivo de La Coruña.

## Trayectoria

### Como jugador
Se formó en el Betanzos Club de Fútbol, donde estuvo toda su trayectoria, salvo seis meses en el Bullense (primera mitad de la 96-97) y su último año en activo en el Sporting Sada (04-05).

### Como entrenador
Comenzó su trayectoria en los banquillos en el Betanzos Club de Fútbol (2008-11), al que cogería en Preferente y subiría a Tercera, antes de dimitir por injerencias de la directiva. Posteriormente dirigiría al Racing Villalbés de la Tercera División de España desde la 2014-15, al que entrenó durante cuatro temporadas y con el que disputó la promoción de ascenso a Segunda División B de España y pasar una eliminatoria.
En la temporada 2018-19, ingresó en la estructura del Real Club Deportivo de La Coruña que le entregó el mando del Laracha Club de Fútbol en la Tercera División de España, equipo que se convirtió en un segundo filial al tener al RC Fabril en la Segunda División B de España. Al término de esa temporada, finalizaría en el puesto decimoséptimo y descendiendo a Preferente Galicia.
En la temporada 2020-21, fue elegido para ejercer como entrenador del juvenil "A" del Real Club Deportivo de La Coruña, con el que lograría el título de División de Honor y ganar la Copa de Campeones.
En julio de 2021, se hizo cargo del RC Fabril de la Tercera División de España. En abril de 2023, lograría el ascenso a la Segunda Federación tras ser campeón del Grupo I.
En octubre de 2024, pasó a ser entrenador del primer equipo del Deportivo en Segunda División de España; primero, de forma provisional; y luego, hasta final de temporada. Logró una cómoda permanencia en Segunda División, pero el club optó por un cambio de técnico.

## Clubs

### Como entrenador
| Club                     | País   | Año       |
| ------------------------ | ------ | --------- |
| Laracha CF               | España | 2007      |
| Betanzos CF              | España | 2008-2011 |
| Racing Villalbés         | España | 2014-2018 |
| Laracha CF               | España | 2018-2019 |
| RC Deportivo Juvenil "A" | España | 2020-2021 |
| Deportivo Fabril         | España | 2021-2024 |
| Deportivo de La Coruña   | España | 2024-2025 |